# Georg Schmorl

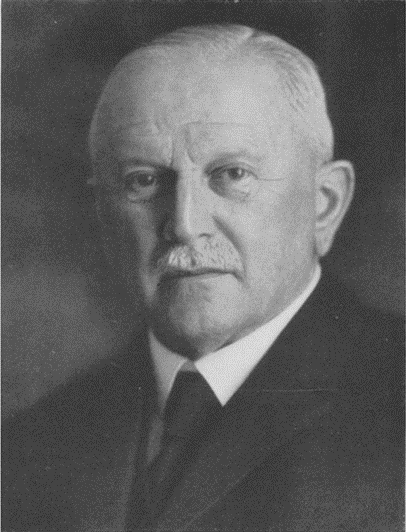
Christian Georg Schmorl

Georg Schmorl (* 2. Mai 1861 in Mügeln; † 14. August 1932 in Dresden) war ein deutscher Pathologe.

## Leben
Schmorl besuchte ab 1875 die Fürstenschule St. Afra in Meißen. Nach dem Abschluss studierte er zunächst ein Jahr Mathematik und Naturwissenschaften an der Albert-Ludwigs-Universität Freiburg. Zum Medizinstudium wechselte er 1882 an die Universität Leipzig. Dort wurde er Mitglied der Landsmannschaft Grimensia. Nach dem Examen (Ärztliche Staatsprüfung 1887) und der Promotion im selben Jahr (Ein Fall von Hermaphroditismus) begann er die Ausbildung zum Pathologen bei Felix Victor Birch-Hirschfeld. 1892 habilitierte er sich für Pathologie mit einer Arbeit über Eklampsie (Über Puerperaleklampsie). 
1894 wurde er zum Leiter des pathologisch-anatomischen Instituts des Stadtkrankenhauses in Dresden-Friedrichstadt ernannt. Er war dort Prosektor und wurde 1903 Titularprofessor. Im Oktober 1894 heiratete er Maria Marthaus, mit der er zwei Töchter und einen Sohn hatte. Dort blieb er fast vier Jahrzehnte bis zu seinem Ruhestand 1931. Berufungen nach Marburg (1903) und Freiburg im Breisgau (1906) lehnte er ab.
1923 wurde er zum Mitglied der Deutschen Akademie der Naturforscher Leopoldina gewählt. 1930 erhielt er von der Universität Leipzig die Ehrendoktorwürde. Nach ihm wurde der Georg-Schmorl-Preis der Gesellschaft für Wirbelsäulenforschung benannt.
Er starb am 14. August 1932 an einer Blutvergiftung, ausgehend von einer Entzündung eines Fingers, den er sich bei einer Obduktion verletzt hatte.

## Werk

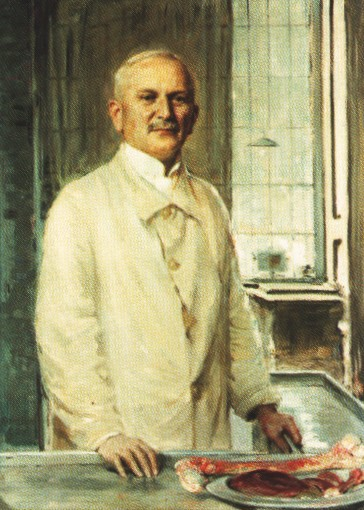
Georg Schmorl (Robert Sterl, 1921)

Auf seine Dissertation aufbauend veröffentlichte Schmorl im Jahr darauf eine Monografie zum gleichen Thema. Außerdem gebührt ihm die Auszeichnung, den Begriff des Kernikterus geprägt zu haben. Damit bezeichnete er zunächst nur das pathologisch anatomische Phänomen einer besonders scharf abgegrenzten und intensiven Gelbfärbung der Basalganglien bei Neugeborenen, die mit den Zeichen einer Neugeborenengelbsucht gestorben waren. Später wurde der Begriff auch auf das neurologische Krankheitsbild übertragen, das diejenigen Kinder zeigen, die eine schwere Gelbsucht überleben. Während seiner weiteren Laufbahn deckten seine Veröffentlichungen in etwa das gesamte Feld der Pathologie ab. Besonders interessiert war Schmorl allerdings am Skelett. Sein Hauptwerk auf diesem Gebiet mit dem Titel Die gesunde und kranke Wirbelsäule erschien wenige Monate vor seinem Tod. Nach ihm sind die Schmorl-Knorpelknötchen – Veränderungen an den Wirbelkörpern im Rahmen der Scheuermann-Krankheit – benannt.
Im Rahmen seiner Tätigkeit als Leiter des pathologischen Institutes des Krankenhauses Dresden-Friedrichstadt erweiterte Schmorl die dort bereits seit 1849 bestehende Sammlung anatomisch-pathologischer Präparate und baute diese zu einer der größten naturwissenschaftlichen Sammlungen im Königreich Sachsen aus. Kernstück der Sammlung sind Präparate der Knochenpathologie aus den 1920er Jahren sowie über 20.000 von Schmorl angefertigte Röntgenbilder und Fotos von Fehlbildungen der menschlichen Wirbelsäule. Beim Weißeritzhochwasser 2002 wurden Teile dieser Sammlung schwer beschädigt, konnten jedoch bis 2011 gerettet werden. Die Sammlung wird heute von der Technischen Universität Dresden betreut und befindet sich im Pathologischen Institut des Friedrichstädter Krankenhauses, welches auch seinen Namen trägt.
Schmorl war 1897 mit Rudolf Virchow, Heinrich von Recklinghausen und Felix Victor Birch-Hirschfeld einer der Initiatoren der Gründung der Deutschen Pathologischen Gesellschaft und von 1921 bis 1923 deren Vorsitzender.

## Veröffentlichungen
- Ein Fall von Hermaphroditismus. Virchows Archiv 113 (1888), S. 229–244. doi:10.1007/BF02360124
- Atlas der pathologischen Gewebelehre. Leipzig 1893.
- Pathologisch-anatomische Untersuchungen über Puerperal-Eklampsie. Leipzig 1893.
- Die pathologisch-histologischen Untersuchungsmethoden. Leipzig 1897 (15. Auflage 1928)
- mit E. Bode: Ueber Tumoren der Placenta. Archiv für Gynäkologie 56 (1898), S. 73–82 doi:10.1007/BF02018897
- Stereoskopisch-photographischer Atlas der pathologischen Anatomie des Herzens. München 1899.
- Zur Lehre von der Eklampsie. Archiv für Gynäkologie 65 (1902), S. 504–529 doi:10.1007/BF02007170
- Zur Kenntnis des Ikterus neonatorum, insbesondere der dabei auftretenden Gehirnveränderungen. Verhandlungen der deutschen Pathologengesellschaft 6 (1904), S. 109–115.
- Bemerkungen zu der Arbeit von Ribbert: Die Traktionsdivertikel des Oesophagus. Dieses Archiv 178, Heft 3. Virchows Archiv 179, 1, 190–193 (1905) doi:10.1007/BF02029816
- Über die Beeinflussung des Knochenwachstums durch phosphorarme Ernährung. (1913) doi:10.1007/BF01865422
- Die pathologische Anatomie der Wirbelsäule. Verhandlungen der Deutschen orthopädischen Gesellschaft 21 (1926), S. 3–41.
- Über Dehnungs- und Zerrungsvorgänge an den Bandscheiben und ihre Folgen. Zentralblatt für allgemeine Pathologie und pathologische Anatomie 40 (1927), S. 244–246.
- Kurze Bemerkung zur Arbeit von R. Probst über die Häufigkeit des Lungencarcinoms (1927)
- Die Pathogenese der juvenilen Kyphose. Fortschritte auf dem Gebiet der Röntgenstrahlen (1930)
- mit Herbert Junghans: Die gesunde und kranke Wirbelsäule im Röntgenbild. In: Fortschritte auf dem Gebiete der Röntgenstrahlen. Band 43, 1932. 4. Auflage: Die gesunde und kranke Wirbelsäule in Röntgenbild und Klinik Thieme, Stuttgart 1957.
- Beitrag zur Kenntnis der Spondylolisthese. In: Deutsche Zeitschrift für Chirurgie. Band 237, 1932, S. 422–428 doi:10.1007/BF02796845.